# Basilio IV di Moscovia
Basilio IV di Moscovia (in russo Василий IV Иванович Шуйский?, Vasilij IV Ivanovič Šujskij) (Nižnij Novgorod, 22 settembre 1552 – Gostynin, 12 settembre 1612) è stato zar di Russia dal 1606 al 1610.

## Biografia
Membro della famiglia Šujskij, imparentata con i Romanov, che vanta di discendere per linea diretta dalla Dinastia Rurik, durante il regno di Boris Godunov è una costante spina al fianco per il sovrano non riconoscendone il potere. Nel 1606 organizza un complotto per eliminare il Falso Dimitri I approfittando dello scontento popolare dovuto allo stretto legame dello zar con il regno di Polonia.
Durante il suo regno, durato solamente quattro anni, deve affrontare, oltre all'esercito polacco, anche un ulteriore presunto figlio di Ivan IV, il Falso Dmitrij II. Nell'agosto 1610 Vassilj IV viene battuto dai polacchi nella battaglia di Klušino. Catturato, viene portato in prigionia in Polonia, dove muore due anni dopo. Una parte dei boiardi russi, sperando di recuperare parte del potere feudale perso nei confronti degli autocrati di Mosca, acclama come zar il re di Polonia Ladislao IV, il quale non eserciterà mai concretamente la carica.